# ФК Лучко
НК Лучко је фудбалски клуб из Лучког, насеље у саставу главног града Хрватске, Загреба, који се од сезоне 2011/12 први пут такмичи у Првој лиги Хрватске. 

## Историја
НК Лучко је основан 1931. године под именом НК Велебит. Под тим именом наступа све до 1941. године. Од 1946. до 1951. године носи име НК Ступник а од 1951. до 1957. године носи име НК Сијач. 1957. године НК Сијач се спаја с фудбалским клубом Фабрике млинских машина и узима име НК Млинострој. На скупштини одржаној 23. јула 1960. одлучено је о спајању с НК Вентилатором, јер су се и фабрике спојиле. Од 24. децембра 1961. носи име НК Лучко. Још се звао Лучко Компресор ЗГ (1993—1994) и Лучко Компресор (1994—1996).

## Игралиште
Клуб има своје игралиште у Лучком који има капацитет од 1.500 места. Уласком у Прву лигу у сезони 2011/12. клуб је своје играо на игралишту такође првволигаша Загреба у Крањчевичевој улици у Загребу.

## Састев екипе у сезови 2011/12.
(Стање на дан 28. јула 2011.)
| Бр. |          | Позиција | Играч              |
| --- | -------- | -------- | ------------------ |
| 1   | Хрватска | Г        | Кристијан Думенчић |
| 2   | Хрватска | О        | Јошко Ховорка      |
| 4   | Бразил   | О        | Андре              |
| 5   | Хрватска | О        | Винко Буден        |
| 6   | Хрватска | О        | Марио Бурић        |
| 7   | Хрватска | Н        | Никола Рак         |
| 8   | Хрватска | С        | Славко Благојевић  |
| 9   | Хрватска | Н        | Леополд Новак      |
| 10  | Хрватска | О        | Никола Жижић       |
| 11  | Хрватска | С        | Јосип Фучек        |
| 12  | Хрватска | Г        | Жељко Ковачић      |
| 13  | Хрватска | С        | Оливер Петрак      |
| 14  | Хрватска | С        | Елвис Сарић        |
| 15  | Хрватска | Н        | Санди Худоровић    |
| 17  | Хрватска | С        | Мирослав Шарић     |

| Бр. |          | Позиција | Играч                        |
| --- | -------- | -------- | ---------------------------- |
| 19  | Хрватска | О        | Крунослав Рендулић (капитен) |
| 20  | Хрватска | С        | Саша Хојски                  |
| 21  | Хрватска | С        | Харис Мехмедагић             |
| 22  | Хрватска | О        | Златко Палчић                |
| 23  | Хрватска | Н        | Хурица Јелеч                 |
|     | Хрватска | Г        | Матија Кобетић               |
|     | Хрватска | О        | Давор Рогач                  |
|     | Хрватска | С        | Звонимир Иванковић           |
|     | Хрватска | С        | Марин Коштић                 |
|     | Хрватска | С        | Хрвоје Парлов                |
|     | Хрватска | Н        | Франко Беришић               |
|     | Хрватска | Н        | Марко Лончар                 |
|     | Хрватска | Н        | Вилим Посинковић             |
|     | Хрватска | Н        | Марин Зулим                  |